# Wataru Yoshizumi
Yoshizumi Wataru (吉住渉, Yoshizumi Wataru) é o pseudônimo de Nakai Mari (中井 真里). Nascida em 18 de abril de 1963, Yoshizumi Wataru é uma mangaká japonesa e a criadora original do Shōjo mangá Marmalade Boy.

Formada em Economia pela Hitotsubashi University, Yoshizumi começou a escrever mangás enquanto trabalhava como office lady. Seu trabalho de estreia aconteceu com o one-shot Radical Romance publicado em 1984 na edição de verão da revista Ribon Original, conquistou o sucesso com Handsome na Kanojo e finalmente alcançou o reconhecimento nacional e internacional com Marmalade Boy.
Entre os fãs, ela é conhecida como uma social mangaká além de manter boas amizades com companheiras de profissão como Naoko Takeuchi, Ai Yazawa, Miho Obana, e Megumi Mizusawa.

## Trabalhos
- 2013
  - Marmalade Boy Little (7 volumes)
- 2011
  - Chitose etc (7 volumes)
- 2008
  - Happiness (one-shot)
  - Cappuccino (one-shot)
- 2007
  - Baby It's You (capítulo extra de PxP)
  - Spicy Pink (2 volumes)
  - PxP (oneshot)
- 2006
  - Cherish (manga) (oneshot)
- 2004
  - Datte Suki Nandamon (Because I Love You) (2 volumes)
- 2002
  - Ultra Maniac (5 volumes)
- 2000
  - Random Walk (3 volumes)
- 1997
  - Mint na Bokura (We Are Mint) (6 volumes)
- 1996
  - Kimi Shika Iranai (I Don't Need Anyone But You) (2 volumes)
- 1992
  - Marmalade Boy (8 volumes)
- 1988
  - Handsome na Kanojo (Handsome Girl) - (9 volumes)

Vários volumes desta série incluíam alguns one shots anteriormente publicados inclusive o trabalho de estréia de Yoshizumi Wataru, Radical Romance.
- Quartet Game Mistery (1988)

Esse tankōbon era composto de três one shots. Além da história do título, as outras duas eram: Another day (Um outro dia) e Heart Beat.
- 1984
  - Radical Romance - (one-shot)

## Trabalhos publicados no Brasil pelaPlanet Manga
- Baby It's you
  - Comédia/ Romance/ Fantasia (one-shot, publicado no mesmo volume de PxP)
- Marmalade Boy
  - Comédia/ Romance/ Vida Escolar (8 volumes)
- P×P
  - Comédia/ Romance/ Vida Escolar (one-shot)
- Spicy Pink
  - Romance (2 volumes)
- Ultra Maniac
  - Comédia/ Romance/ Fantasia/ Vida Escolar (5 volumes)